# 福島市立鎌田小学校
福島市立鎌田小学校（ふくしましりつ かまた しょうがっこう）は、福島県福島市にある公立小学校である。

## 概要
福島市中心市街地から信夫山、松川をはさみ北側、北信地区南東部を学区とし、国道4号にほど近い丸子地区の住宅地に位置する。2020年5月1日現在、23学級548名の児童が在籍する。

## 沿革
- 1873年11月26日 - 前身となる学校が開校する。
- 1947年3月 - 信夫郡鎌田村が福島市に編入されたことにより、鎌田村立鎌田第一国民学校から福島市立鎌田第一国民学校へ校名が変更される。
- 1947年4月 - 学校教育法施行により福島市立鎌田小学校へ校名が変更される。
- 1980年2月1日 - 現在の西側校舎（RC造3階建）が竣工する。
- 1981年3月14日 - 現在の北側校舎（RC造3階建）が竣工する。
- 1980年2月28日 - 屋内運動場（鉄筋鉄骨造平屋建）が竣工する。
- 1980年8月1日 - 水泳プール（25m×10m 6コース）が竣工する。
- 1989年2月26日 - 現在の南側校舎（RC造3階建）が竣工する。

## 教育方針
校訓
自立・共生

## 学校行事
| - 4月 - 5月 - 6月 | - 7月 - 8月 - 9月 | - 10月 - 11月 - 12月 | - 1月 - 2月 - 3月 |

## 通学区域
- 北信地区
  - 本内（阿武隈川より西側）
  - 丸子（福島市立御山小学校通学区域を除く）
  - 鎌田（阿武隈川より西側）

## 進学先中学校
- 福島市立福島第三中学校
- 福島市立北信中学校[3]

## 学区 / 校区内の主な施設
- 国道4号
- 農免道路
- 福商通り
- 福島市営下釜団地
- 福島県立福島商業高等学校
- ヨークベニマル丸子店
- ドン・キホーテ福島店
- リオンドール鎌田店
- ネッツトヨタ福島本社・丸子店
- 日産プリンス福島販売福島鎌田店
- 福島日産自動車鎌田店

## 交通
- JR福島駅東口より福島交通路線バス藤田または伊達経由保原行乗車、本内バス停より徒歩5分[4]。